# Apterosvercus
Apterosvercus is een geslacht van rechtvleugeligen uit de familie krekels (Gryllidae). De wetenschappelijke naam van dit geslacht is voor het eerst geldig gepubliceerd in 1992 door Gorochov.

## Soorten
Het geslacht Apterosvercus omvat de volgende soorten:
- Apterosvercus aequatorialis Gorochov, 2001
- Apterosvercus sylvestris Gorochov, 1992
- Apterosvercus tembelingi Gorochov, 2001